# Lovekiller (musikalbum)
Lovekiller är ett studioalbum av Darin Zanyar, utgivet 2010. Albumet toppade den svenska albumlistan och sålde guld.
Singlar från albumet är covern “Viva la Vida”, melodifestivalbidraget “You’re Out of My Life”, “Can’t Stop Love” som skrevs till kronprinsessan Victoria och prins Daniels bröllop, “Lovekiller” samt “Microphone” som skrevs som introlåt till Idol 2010. Alla singlar från albumet bortsett från “Microphone” har legat etta på iTunes och toppat Airplay-listan över mest spelade låtar på radio i Sverige.

## Låtlista
| Nr  | Titel                 | Kompositör                                              | Producent(er)                              | Längd |
| --- | --------------------- | ------------------------------------------------------- | ------------------------------------------ | ----- |
| 1.  | Microphone            | Darin Zanyar, Tony Nilsson                              | Tony Nilsson, Darin                        | 3:30  |
| 2.  | You're Out of My Life | Nilsson, Henrik Janson                                  | Arnthor Birgisson                          | 3:02  |
| 3.  | Lovekiller            | Zanyar, Nilsson                                         | Tony Nilsson, Darin                        | 3:32  |
| 4.  | Only You Can Save Me  | Zanyar, Nilsson                                         | Jason Gill                                 | 3:41  |
| 5.  | Drowning              | Zanyar, Nilsson, Janson                                 | Tony Nilsson                               | 3:02  |
| 6.  | Viva la Vida          | Guy Berryman, Jon Buckland, Will Champion, Chris Martin | Johan Bobäck                               | 4:36  |
| 7.  | Endless Summer        | Zanyar, George Samuelson, Tomas Granlind                | George Samuelson, Tomas Granlind, ChouChou | 4:14  |
| 8.  | OK (Dangerous Game)   | Zanyar, Nilsson, Janson                                 | Tony Nilsson, Darin                        | 3:15  |
| 9.  | Can't Stop Love       | Zanyar, Nilsson                                         | Tony Nilsson, Darin                        | 3:41  |
| 10. | I'll Be Alright       | Zanyar                                                  | Henrik Janson, Tony Nilsson                | 3:03  |

Itunes-bonusspår:
- Lovekiller (akustisk version) 3.30 (Tony Nilsson, Darin Zanyar)

## Listplaceringar
| Lista (2010-2011) | Topplacering |
| ----------------- | ------------ |
| Sverige           | 1            |

### Fotnoter
1. ↑  ”Lovekiller” (på engelska). Discogs. 10 mars 2010. http://www.discogs.com/Darin-Lovekiller/release/3027832. Läst 27 december 2014.
2. 1 2  ”Darins album Lovekiller når guldstatus”. Musikindustrin. 25 augusti 2010. http://www.musikindustrin.se/2010/08/25/skivbolag_darins_album_lovekiller_nar_guldstatus/. Läst 25 augusti 2020.
3. ↑  ”Lovekiller”. Swedishcharts. 10 mars 2010. Arkiverad från originalet den 10 december 2014. https://web.archive.org/web/20141210034011/http://www.swedishcharts.com/showitem.asp?interpret=Darin&titel=Lovekiller&cat=a. Läst 27 december 2014.